# Пятков Лог
Пятков Лог — село в Волчихинском районе Алтайского края России. Административный центр и единственный населённый пункт Пятковологовского сельсовета.

## История
Основано в 1920 году как посёлок коммуны «Свет». В 1928 г. состоял из 61 хозяйства. Преобладающее население: украинцы. Входил в состав Краснолучского сельсовета Волчихинского района Славгородского округа Сибирского края.

## География
В 3 км к востоку от села Пятков Лог располагался основанный в 1921 году посёлок Красный Луч, ныне исчезнувший с карт.

## Население
| 1997 | 1998 | 1999 | 2000  | 2001 | 2002 | 2003 |
| ---- | ---- | ---- | ----- | ---- | ---- | ---- |
| 518  | ↘513 | ↗520 | ↗1094 | ↘502 | ↘493 | ↘488 |
| 2004 | 2005 | 2006 | 2007  | 2008 | 2009 | 2010 |
| ↗498 | ↘481 | ↘460 | ↘455  | ↘420 | ↘411 | ↘400 |
| 2011 | 2012 | 2013 | 2014  | 2015 | 2016 | 2017 |
| ↘397 | ↘395 | ↘365 | ↘346  | →346 | ↗350 | ↘337 |
| 2018 | 2019 | 2020 | 2021  |      |      |      |
| ↘331 | ↘312 | ↘297 | ↘274  |      |      |      |

## Инфраструктура
Имеются средняя общеобразовательная школа, фельдшерско-акушерский пункт, дом культуры, отделение «Почты России».